# Carolin Emcke
Carolin Emcke (Mülheim an der Ruhr, 18 de agosto de 1967) es una periodista, escritora y filósofa alemana.

## Biografía
Realizó sus estudios universitarios de filosofía, política e historia en la Universidad Johann Wolfgang Goethe de Frankfurt, en la London School of Economics y en la Universidad de Harvard, doctorándose en filosofía en Frankfurt con Axel Honneth con la tesis Kollektive Identitäten: sozialphilosophische Grundlagen.
Escribe periódicamente en el diario Süddeutsche Zeitung y ha sido redactora y reportera internacional para las publicaciones Die Zeit y Der Spiegel, período durante el que trabajó como corresponsal de guerra durante catorce años y viajó a varias zonas en conflicto como Colombia, Kósovo, Irak o Afganistán. Actualmente (2018) combina su labor periodística con el comisariado y la presentación de los ciclos de charlas 'Streitraum' en el teatro Schaubühne en la Lehhniner Platz de Berlín y 'ABC der Demokratie' en Hannover.
Emcke ha impartido docencia sobre teoría política y periodismo en varios centros, como la Universidad de Yale. Su labor de denuncia de la violencia y en favor de los derechos humanos la han hecho merecedora del Premio de la Paz de los libreros alemanes (2016) que se entrega al final de la Feria del Libro de Fráncfort o el Premio Theodor Wolff otorgado por el gremio de periodistas de Alemania (2008), entre otros galardones. Es autora de varios libros, como Stumme Gewalt. Nachdenken über die RAF («Violencia muda. Reflexiones sobre la RAF», S. Fischer, 2008) y, en castellano, Contra el odio (Taurus, 2017) y Modos del deseo (Tres puntos, 2018).
Contra el odio, su ensayo más conocido y que fue best seller en Alemania, trata de cómo el odio «no es la expresión de un sentimiento individual, no es espontáneo, es fabricado y requiere cierto marco ideológico» que debe ser y es alimentado.